# Wasserkrise im Iran

Schrumpfung des Urmiasees von 1984 bis 2014

Der Iran ist seit Jahrzehnten von einer akuten Wasserknappheit betroffen, wobei die letzten dreißig Jahre als die extremsten galten. Drei Viertel der Landesfläche des Iran gelten als komplett trockene Regionen und 97 Prozent des Oberflächenwassers sind bereits versiegt. In den trockenen Regionen fällt lediglich zwischen 50 und 100 Millimeter Regen pro Jahr. Würden sich die aktuelle Politik und der heutige Wasserverbrauch nicht ändern, so wären etwa 70 Prozent der iranischen Bevölkerung, das heißt circa 50 Millionen Menschen, zur Auswanderung gezwungen. Weiterhin ist problematisch, dass drei Viertel der Bevölkerung in urbanen Ballungsräumen leben, die sich inmitten der trockensten Gebiete befinden. Ein Beispiel hierfür wäre die Stadt Isfahan. Schätzungen der meteorologischen Behörde des Iran zufolge seien 97 Prozent des Landes direkt oder indirekt von der Dürre betroffen.
Laut der Europäischen Umweltagentur herrscht aktuell in sieben Regionen des Landes eine akute Wasserkrise. Elf Provinzen des Iran sind durch sogenannten „Wasserstress“ betroffen, das heißt, dass der Wasserbedarf in einem definierten Zeitraum über den verfügbaren Wassermengen liegt oder das Wasser nicht für die Bewohner nutzbar ist, da es mangelhafter Qualität ist. Heutzutage ist der Iran Wasserimporteur.
Im Mai 2018 meldete die kurdische Nachrichtenagentur ANF, dass sich die Wasserkrise im Iran weiter zuspitzen würde. Hunderte Wasserquellen in der Provinz Sistan und Belutschistan im Südosten des Landes seien versiegt und die Bewohner von der Wasserversorgung abgeschnitten. Konkret seien in 343 Dörfern der Region die Quellen komplett ausgetrocknet und in 1.232 Dörfern gäbe es Probleme mit der Wasserversorgung der Einwohner. Begründet wird die Katastrophe mit der schlechten und unzureichenden Verwaltung der Wasserquellen. So mangele es an seriösen Maßnahmen gegen das Austrocknen von Seen und Flüssen seitens der Regierung. Viel Wasser werde von der Agrarindustrie und für militärische Projekte verbraucht. Laut dem iranischen Energieminister seien in der Summe 334 Städte und damit etwa 35 Millionen Bürger von der derzeitigen Wasserkrise betroffen.
Der ehemalige Landwirtschaftsminister des Iran Issa Kalantari sprach in den Medien davon, dass der akute Wassermangel gefährlicher für das Land sei als Israel oder die USA, was im Kontext der offiziellen iranischen Rhetorik die Dringlichkeit des Problems unterstreicht. Er sprach davon, dass der Iran in Zukunft unbewohnbar sein könne. Ein weiteres Problem ist die extreme Luftverschmutzung, die mit dem Wassermangel und der Desertifikation einhergeht.

## Folgen für Gewässer im Iran – der Urmiasee und weitere Beispiele
Der Urmiasee ist ein Salzsee im Nordwesten des Iran. Am Beispiel dieses Sees lassen sich die ökologischen wie auch ökonomischen Schäden der Wasserkrise im Iran gut veranschaulichen. Seine Fläche ist etwa zehnmal so groß wie die des Bodensees. Zudem handelt es sich um den größten Binnensee im Mittleren Osten und nach dem Toten Meer um den zweitgrößten Salzsee des Planeten.
Vor fünfzehn Jahren war der Urmiasee mit circa 4250 km² der flächenmäßig größte Salzsee des Landes. Heute ist der See um ein Zehntel geschrumpft. Von 1998 bis 2011 ist die Oberfläche des Sees um 60 Prozent zurückgegangen und der Wasserspiegel um sieben Meter gesunken. Andere Schätzungen gehen von 85 Prozent der Wasserfläche aus. Als Konsequenz ist die Salzkonzentration im See drastisch auf 300 g pro Liter gestiegen. Dieser Wert lässt sich sonst nur im Toten Meer messen. Neben dem Ökosystem leiden auch die Küstenbewohner von der Versalzung der umliegenden Ackerflächen. So wird Salz vom ausgetrockneten Seeboden vom Wind ans Land geweht. Die Ursache des Austrocknens liegt vor allem in der starken Beanspruchung des Sees durch die Menschen. Viele Zuflüsse wurden zur Stromerzeugung gestaut, Massen an Wasser für die Landwirtschaft verwendet und illegale wie auch erlaubte Brunnen nagen konstant am Grundwasservorrat der Region. Mangelnder Niederschlag verschlimmert die Lage. Wegen mangelnden Wasserzulaufs im Sommer und dem hohen Salzgehalt verfärbt sich der sonst aus dem All grünliche See rot. Dies liegt an Bakterien und Algen, die sich bei einem hohen Salzgehalt ausbreiten.
Präsident Rohani kündigte an, den See retten zu wollen. Das iranische Kabinett startete einige Projekte zur Einführung von sparsameren Bewässerungssystemen in der Landwirtschaft und einer besseren Infrastruktur. Weiterhin soll Wasser gespeichert und die Verwüstung des Sees aufgehalten werden. Dennoch mangelt es an Investitionen seitens der Regierung in Forschung und Renaturierungsmaßnahmen. In wissenschaftlichen Kreisen wird bezweifelt, ob der See noch zu retten ist.
Um den Mangel an finanziellen Ressourcen in der iranischen Wissenschaft zu kompensieren, wird auch auf Kooperation mit dem Ausland gesetzt. Der Präsident setzte Anfang Januar 2014 eine Arbeitskommission zur Erhaltung des Salzsees ein. Deutsche Wissenschaftler aus Köln sowie der Universitäten Bonn und Marburg sind federführend beteiligt. Die beiden Universitäten gründeten im Juni 2012 die „Initiative Group Urmia Lake“ (IGUL) in Bonn. Die Arbeitsgruppe schlägt vor, die Zuflussmenge an Wasser, die durch Dämme reguliert in den See fließt, um ein Viertel zu erhöhen sowie die Anzahl der circa 18.000 legalen wie illegalen Brunnen um den See herum zu reduzieren. Laut Prof. Ahaf Zahmnzadeh, der die IGUL nach außen vertritt, seien die Vorschläge aus Deutschland von den iranischen Behörden wohlwollend anerkannt worden. Die Umsetzung sei aber noch nicht angegangen worden. Im November 2013 fand an der Freien Universität Berlin eine erste internationale Konferenz zu Rettungsmaßnahmen für den Urmiasee statt. Eine Folgekonferenz fand im Februar 2014 in Urmia statt. Dort waren ebenfalls amerikanische Experten anwesend.
Ein weiteres prominentes Beispiel ist der Karun, der längste und einzig schiffbare Fluss im Iran. Das Einzugsgebiet gilt als Teil des „fruchtbaren Halbmonds“. Der Fluss und die Dattelpalmen an seinen Ufern hatten ihren ruhmreichen Platz in den Geschichten und Mythen der Region wie beispielsweise im Gilgamesch-Epos. Heutzutage ist der Fluss ausgetrocknet. Zusätzlich sind viele Stellen durch Industrieabfälle verschmutzt und das umliegende Ökosystem zerstört.
Der Hamounsee im Südosten des Landes trocknete im September 2001 aus. Davor war er das größte Süßwasserreservoir des Landes und eine reichhaltige Fischquelle.

## Konsequenzen des Wassermangels
Die Wasserknappheit führte zu weiteren Bohrungen im Land, um an Grundwasserreservoirs zu gelangen. Da diese Wasserreserven schwinden, hat der Iran mit Landabsenkungen zu kämpfen. So ist der Boden in der Hauptstadt Teheran beispielsweise um 24 Zentimeter abgesunken. In weiteren Städten im Land sind es sogar bis zu 30 cm. Experten und Behörden gehen von weiteren jährlichen Absenkungen um bis zu 22 Zentimeter in Teheran aus. Ein Wert von drei Zentimetern wäre normal. Es klaffen Risse in den Straßen und Häuser sind einsturzgefährdet. Des Weiteren werden so Böden für die Landwirtschaft oder die Bebauung unbrauchbar. In Teilen der Hauptstadt taten sich Risse an Häuserfassaden auf und Türen ließen sich nicht mehr öffnen. Da der Iran generell in einer Zone liegt, die des Öfteren durch Erdbeben betroffen ist, könnten sich die Auswirkungen eines Erdbebens durch die Erosion des Bodens noch verschlimmern.
Ein anderes Problem, welches mit dem Wassermangel zusammenhängt, ist der Anstieg von Sandstürmen und eine Verschlechterung der Luft. Dies liegt an der Trockenlegung von Sümpfen und Mooren zugunsten der Ölforderung am Vorabend der Revolution. Die hauptsächlich betroffene Region Khuzestan hält 90 Prozent der Ölreserven des Iran, gilt aber trotzdem als verarmt und ist daher von sozialen Spannungen betroffen.

## Ursachen des Wassermangels

### Klimatische und geographische Gegebenheiten
Rund zwei Drittel des Landes gelten als klimatisch trocken oder sehr trocken. Durch die Bergketten Zagros und Alborz wird diese Situation noch verschlimmert. Der meiste Niederschlag bildet sich in den Wolken im Westen des Landes. Durch die beiden Gebirgszüge werden die Wolken abgefangen, sodass das Zentrum und der Südosten des Iran wenig vom Regen profitieren. Die durchschnittliche Niederschlagsmenge von 228 Millimetern ist weniger als ein Fünftel der durchschnittlichen weltweiten Menge. Aufgrund dessen wurde der Iran abhängig von der Versorgung mit Grundwasser. Wegen der exzessiven Nutzung wurde das geförderte Wasser immer salzhaltiger. Die iranische Regierung schiebt die Ursache der Wasserkrise alleinig auf das sich wandelnde Klima, internationale Sanktionen sowie temporäre Dürren und übersieht dabei laut Experten politisches Missmanagement und systematische Wasserverschwendung.
Der Iran ist in der Region nicht alleine mit seinen Wasserproblemen. Durch einen Anstieg der durchschnittlichen Temperatur im Nahen Osten wurde die Gegend unwirtlicher. So waren beispielsweise auch der Irak und Syrien von Wasserknappheit und damit verbundener Landflucht betroffen. Der NASA zufolge sei die seit 14 Jahren anhaltende Dürre in der Region die gravierendste der vergangenen 900 Jahre. Der Zeitraum von 1998 bis 2012 gilt dabei als am trockensten.

### Menschliche Ursachen

#### Missmanagement
Die Katastrophe gilt als menschengemacht. Zur Förderung des Agrarsektors und der Energieversorgung begann die Regierung in den neunziger Jahren mit dem Bau eines großen Damms. Heute errichtet der Iran weltweit so viele Dämme, dass das Land auf Platz drei der Anzahl der Dammbauten steht. In die Amtszeit von Mahmud Ahmadinedschad fiel die Errichtung des weltgrößten Staudamms in der Provinz Lorestan. Aktuell gelten die Dämme und die veralteten Bewässerungsmethoden als Hauptursachen der Trockenheit. 2016 stoppte die Regierung weitere Bauvorhaben für Dämme, da aufgrund des Wassermangels eine Fertigstellung der Dämme nicht nötig gewesen sei.
Die starke Verstrickung der iranischen Politik mit dem Baugewerbe und damit verbundene Korruption und strenge Hierarchien machen das Wassermanagement intransparent und ineffizient. Zudem wurde keine Balance zwischen der wirtschaftlichen Entwicklung des Landes und der Rücksichtnahme auf die Umwelt gefunden. Um die Industrialisierung und den damit verbundenen Wasserbedarf zu decken, wurde der Umweltschutz vernachlässigt.
Das starke Bevölkerungswachstum nach der Islamischen Revolution trug auch zu einem starken Anstieg des Wasserbedarfs im Iran bei.

#### Landwirtschaft
Ein weiterer triftiger Grund für das Wasserproblem sind die alten Bewässerungsmethoden in der iranischen Landwirtschaft. Im Iran werden 93 Prozent der Wasservorkommen in der Landwirtschaft genutzt. Lediglich drei bis vier Prozent dienen als Trinkwasser und etwa zwei bis drei Prozent werden der Industrie zur Verfügung gestellt. Laut einer Schätzung verdampfe etwa 70 Prozent des landwirtschaftlich genutzten Wassers, bevor es überhaupt den Pflanzen zugutekommt. Der Grund für die intensive Landwirtschaft des Iran ist ihre Implementierung in die iranische Geostrategie: Von Anbeginn der Islamischen Revolution im Jahre 1979 bemühte sich der Iran um seine ökonomische Unabhängigkeit in diversen Wirtschaftszweigen, um Sanktionen aushalten zu können. Der Lebensmittelproduktion und damit der Agrarwirtschaft fällt dabei eine entscheidende Rolle zu.
Ein Grund für den hohen Wasserverbrauch der Landwirtschaft liegt bereits in der Zeit vor der Revolution. Die amerikanische Regierung unterstützte den Anbau von Zuckerrohr im Iran. So wurden zwischen 1962 und den 1970ern über 80.000 Hektar für den Anbau angelegt, was auch zu sozialen Spannungen führte, da Personen umgesiedelt werden mussten. Zuckerrohr ist keine traditionelle Kulturpflanze der Region. Zudem benötigt sie überdurchschnittlich viel Wasser und die Produktion bedient sich zur Ertragssteigerung an Pestiziden. Diese verschmutzen das Wasser. Durch die exzessive Grundwassernutzung versalzen die Böden. In weiteren ariden Regionen wird ebenfalls Reis angebaut. Der Reisanbau hat lange Tradition und ist eng mit den iranischen Essgewohnheiten verbunden, verbraucht aber überdurchschnittlich viel Wasser beim Anbau.

#### Wasserverschwendung im Alltag
Traditionelle Gärten inmitten der Wüste, die mit Brunnen und englischem Rasen geziert sind wie auch eine geringe Umsichtigkeit bei der Bewässerung privater und öffentlicher Anlagen tragen ebenfalls zum hohen Wasserverbrauch im Alltag bei. In Teheran beträgt der durchschnittliche Wasserverbrauch doppelt so viel wie in westeuropäischen Staaten.

## Die zukünftige Lösung des Problems: Wie reagiert der Iran auf die Krise?
Anfang Januar 2019 fand in Razavi Khorasan eine Versammlung statt, um über die Wasserkrise im Osten des Landes zu diskutieren. Der Tatsachenbericht brachte hervor, dass im östlichen Iran und wegen der Austrocknung großer Teile des Hamun Sees viele hunderte Bürger arbeits- oder obdachlos geworden seien. Der Chef des nationalen Zentrums für strategische Studien für Landwirtschaft und Wasser in der Kammer für Handel, Industrie, Bergbau und Landwirtschaft (ICCIMA) Mohammad Hossein Shariatmadari konstatierte, dass sich die Wasserkrise im Land in den nächsten fünf Jahren steigern werde. Der negative Höhepunkt resultiere aus den Nachlässigkeiten der vergangenen fünf Jahrzehnte. Oppositionelle kritisieren, dass die Islamische Republik es seit ihrer Gründung versäumt hätte, sich dem Umweltschutz zu widmen.
Die Regierung plant derzeit, neue Wasserspeicher zu errichten und Depots zu versetzen, was Bürgern, wie in der Gegend um Isfahan, missfällt. Ihre Proteste wurden mithilfe der Polizei unterdrückt. Die Stadt gilt als das Zentrum der iranischen Spitzenindustrien, die neben der Landwirtschaft einen enormen Wasserbedarf decken müssen. Eine weitere Maßnahme des Staates sind die Errichtung von Entsalzungsanlagen am Persischen Golf und dem Golf von Oman. Wissenschaftler und selbst Experten in der Regierung halten diese Lösung aufgrund der langen Transportwege und der mangelnden Nachhaltigkeit für wenig praktikabel. Besser solle man die Umwelt nachhaltig schützen, um dem Problem dauerhaft Herr zu werden. Weitere, sporadische Proteste fanden in Chorramschahr nahe der Grenze zum Irak statt. Die Bewohner beklagten sich über braunes, schmutziges Wasser, welches aus den Leitungen kam. 2012 und 2016 stießen Landwirte in Varzaneh mit der Polizei zusammen, hierbei zerstörten die Landwirte aus Protest eine wichtige Wasserleitung von Isfahan nach Yazd. Um die Demonstranten milde zu stimmen, zahlte die Regierung Entschädigungszahlungen an die Bauern. Dies wurde aber nicht als dauerhafte Lösung des Problems bewertet. Neue Tunnel zum Wassertransport aus dem Zagrosgebirge wurden ebenfalls diskutiert. Die Wasserkrise im Osten des Irans hat eine Landflucht in Städte anderer Regionen des Irans ausgelöst.
Da bereits 97 Prozent des Oberflächenwassers im Iran versiegt sind, gilt es als fraglich, ob die Krise noch aufzuhalten sei. Dem Experten für Wüstenstudien Pervez Kardevani nach, seien die Wasserprobleme des Landes irreversibel. Die letzte bleibende Möglichkeit sei eine effizientere Wassernutzung und politische Reformen, um das Ausmaß der Krise zu reduzieren. Ein Beispiel für Letzteres wären Schulungen für Landwirte zuzüglich effizienterer Wassernutzung und Düngemethoden. Problematisch hierbei ist die geringe Alphabetisierungsrate von etwa 20 Prozent unter den iranischen Landwirten. Ein anderer Vorschlag möchte die circa 120.000 bis 150.000 Absolventen eines Agrarwissenschaftsstudiums besser mit in den Diskurs einbeziehen, damit deren Potenzial für die Krisenbewältigung genutzt werden könne.
Final bedarf es auch einer effizienteren und lösungsorientierteren Koordinierung sowie einem besseren Informationsaustausch zwischen den iranischen wie auch internationalen Institutionen. Meir Javedanfar benennt in einem Artikel in der Zeitschrift für Internationale Politik die Notwendigkeit innenpolitischer Einigkeit zur effektiven Lösung des Problems. Begrüßenswert sei hierbei, dass sowohl Präsident Rohani als auch der Befehlshaber der Revolutionsgarden Ali Dschafari auf die Dringlichkeit des Problems hingewiesen hätten. Auch wenn beide Seiten das Problem erkennen, seien die Lösungsvorschläge und Interessen nicht kohärent.
Auch die internationale Gemeinschaft steht dem Iran zur Seite. Es handelt sich erst um das zweite Mal, dass der Iran nach der Revolution ausländische Hilfe akzeptiert. So unterzeichnete die iranische Regierung ein Abkommen mit „Inter 3“, einer Arbeitsgruppe von Wissenschaftlern und Unternehmern aus Deutschland. Die Kooperation soll das Wassermanagement für den Fluss Zayande Rud bei Isfahan verbessern, da dieser Fluss 4,5 Millionen Menschen mit Wasser versorgt. In den vergangenen Jahren war dieser Strom ausgetrocknet. Javendafar schlägt eine Beteiligung Israels und der Europäischen Union bei der Hilfe für den Iran vor. So könne die fragile Stabilität des Nahen Ostens bewahrt und eventuelle, zukünftige Migrationsströme verhindert werden.

### Effizienzsteigerung der Landwirtschaft
Da der Agrarsektor maßgeblich für den iranischen Wasserverbrauch verantwortlich ist, gibt es auch hier Raum für Reformen und Verbesserungen. So könnten beispielsweise andere Pflanzen angebaut werden, die die Nahrungssicherheit des Landes nicht gefährden, aber sich eher den natürlichen Bedingungen und der Trockenheit anpassen können. Zudem könnte man Wasser- und Energiepreise in dem Maße erhöhen, dass der ‚wahre‘ Wert dieser Ressourcen zur Geltung kommt. Dies käme jedoch mit hohen politischen Kosten für die Regierung als auch erwartbaren sozioökonomischen Kosten für die Bevölkerung einher. Daher ist die Umsetzung dieser Option eher unwahrscheinlich. Des Weiteren könnte die Regierung regionale und lokale Strukturen, bspw. Kooperativen, fördern, die die Landwirtschaft vor Ort koordinieren und für Preisstabilität sorgen. Zudem solle die Regierung einen effizienten Wassermarkt schaffen, der durch den Staat reguliert und überwacht wird.

### Die Möglichkeit einer traditionellen Lösung
Weite Teile des heutigen Iran waren schon in seiner gesamten Geschichte durch Trockenheit geprägt. Dennoch schafften es die Perser und andere Völker in den vergangenen 3000 Jahren das Wasser effizient zu verwalten und zu nutzen. Eine mögliche Alternative zu westlichen Konzepten zur Problemlösung könnte die Rückkehr zur traditionellen Wasserverwaltung sein. Damals wurden sogenannte Qanats zur traditionellen Bewässerung genutzt. Viele dieser Systeme haben die Geschichte bis in die heutige Zeit überdauert, liegen aber größtenteils brach. Kulturell und religiös ist der verantwortungsvolle Umgang mit Wasser sowohl im Zoroastrismus als auch im Islam verankert: Gerechter Zugang zu Wasser, die Vermeidung von Verschmutzung und auch die Organisation der Wasserverteilung waren religiös geordnet und festgeschrieben. Die traditionellen Systeme und die damit verbundene kulturelle Denkweise wurde jedoch weitgehend aufgegeben, um westlichen Entwicklungsmodellen und -praktiken zu entsprechen. Man tat dies, um eine schnelle Entwicklung und Industrialisierung des Landes voranzutreiben. Manche Autoren schlagen vor, auf dieses Kulturgut und diese Lehre zurückzugreifen, um die Bürger so zu sensibilisieren und das Bild vom nachhaltigen und verantwortungsvollen Umgang mit Wasser wieder positiv zu besetzen.